# Bachenstein (Adelsgeschlecht)

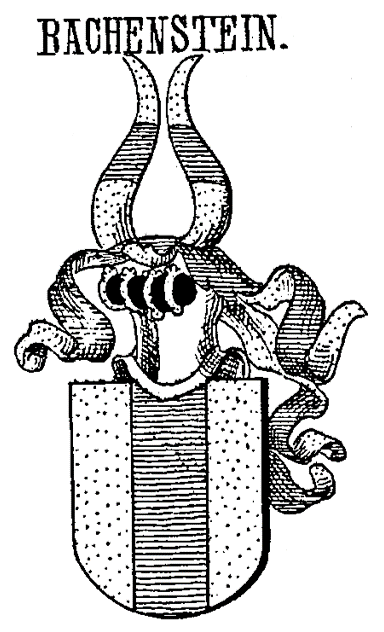
Wappen derer von Bachenstein in Siebmachers Wappenbuch

Die Herren von Bachenstein waren eine Niederadelsfamilie, die im Raum Hohenlohe begütert waren. Ihr Stammsitz war die Burg Bachenstein bei Döttingen, einem Ortsteil von Braunsbach im Landkreis Schwäbisch Hall.

## Geschichte
In einer Urkunde von 1225 erscheint ein Waltherus Bacho de Thetingen (Walter Bacho von Döttingen) als Zeuge. Bis Mitte des 13. Jahrhunderts ließ dieser etwa 1,5 km westlich des Dorfes die nach ihm benannte Burg Bachenstein errichten. Ab diesem Zeitpunkt führten die Herren von Döttingen den Namen von Bachenstein. Sie waren Vasallen der Grafen von Hohenlohe und von Limpurg, der Herren von Weinsberg und von Dürn sowie des Bistums Würzburg. Erwähnt wird 1251 ein Heinricus de Bachinstein als Zeuge im Testament von Konrad von Dürn. Gegebenenfalls könnte es sich hierbei um den Sohn von Walter Bacho handeln. Er wird 1265 von Rupert von Dürn mit dem Kirchensatz zu Affaltrach belehnt. Sein Sohn Gottfried von Bachenstein gibt diesen jedoch 1289 wieder an den Lehnsherrn zurück. Ebenso stand ein Johann von Bachenstein im Dienste des Rupert von Dürn. Im Jahr 1284 verkauften die Geschwister Walter Bacho, Gottfried und Gutta von Bachenstein an den Pfalzgrafen Ludwig II. die Burg Stolzeneck bei Eberbach.
Nach 1288 wird ein Heinrich von Bachenstein erwähnt, der Amtmann des Deutschen Ordens in Winnenden war und einen Sohn Konrad und eine Tochter Adelheid hatte. Laut der Chronik des Johann Herold wurde die Stammburg 1290 von kaiserlichen Truppen zur Bestrafung des Landfriedensbruchs zerstört und nicht wieder aufgebaut.
Mitte des 14. Jahrhunderts erscheint ein Engelhard von Bachenstein, welcher als Vogt im Dienste der Hohenloher stand. Er besaß einen Bruder Philip, der Kanoniker zu Öhringen (Chorherrenstift Öhringen) war. 1352 nimmt Kraft von Hohenlohe auch seinen Vetter Engelhardt von Bachenstein, genannt von Tetyngen in seinen Dienst. Ab der zweiten Hälfte des 14. Jahrhunderts kann man zwischen einer Familienlinie in Döttingen und einer in Schwäbisch Hall mit Bürgerrecht unterscheiden.
In der zweiten Hälfte des 14. Jahrhunderts und im 15. Jahrhundert nutzte die Linie Döttingen die Wasserburg Döttingen sowie einen erworbenen Teil der Burg Dörzbach als Wohnsitz. Letztmals wird 1518 ein Mitglied der Bachensteiner Familie, namens Albrecht, genannt. Er war Hofmeister der Ehefrau des Pfalzgrafen Ludwig.

## Wappen
- Blasonierung des Stammwappens: In Gold ein blauer Pfahl. Auf dem Helm mit blau-goldenen Helmdecken zwei von Gold, Blau und Gold geteilte Büffelhörner.
- Blasonierung des Wappens der Linie zu Döttingen: In Blau ein goldener Pfahl. Auf dem gekrönten Helm mit blauer Helmdecke zwei rote Büffelhörner.
- Blasonierung des Wappens der Linie in Schwäbisch Hall: In Blau ein goldener Schräglinksbalken. Auf dem Helm mit blau-goldenen Helmdecken ein wachsendes Einhorn bezeichnet wie der Schild.

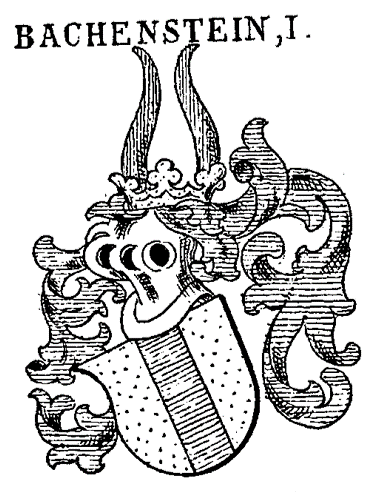
Wappen derer von Bachenstein I in Siebmachers Wappenbuch
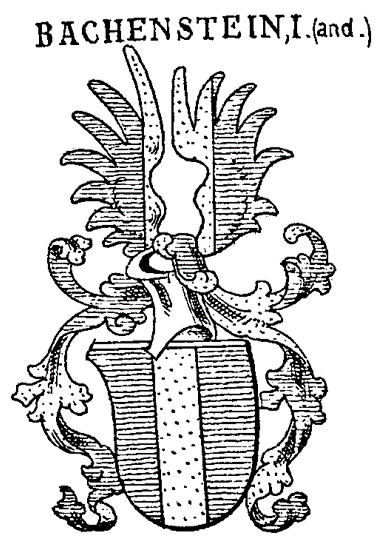
Wappen derer von Bachenstein II in Siebmachers Wappenbuch
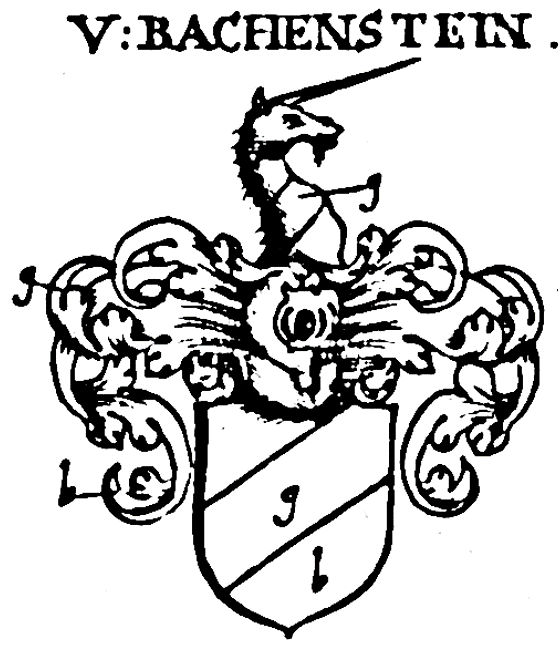
Wappen derer von Bachenstein in Siebmachers Wappenbuch
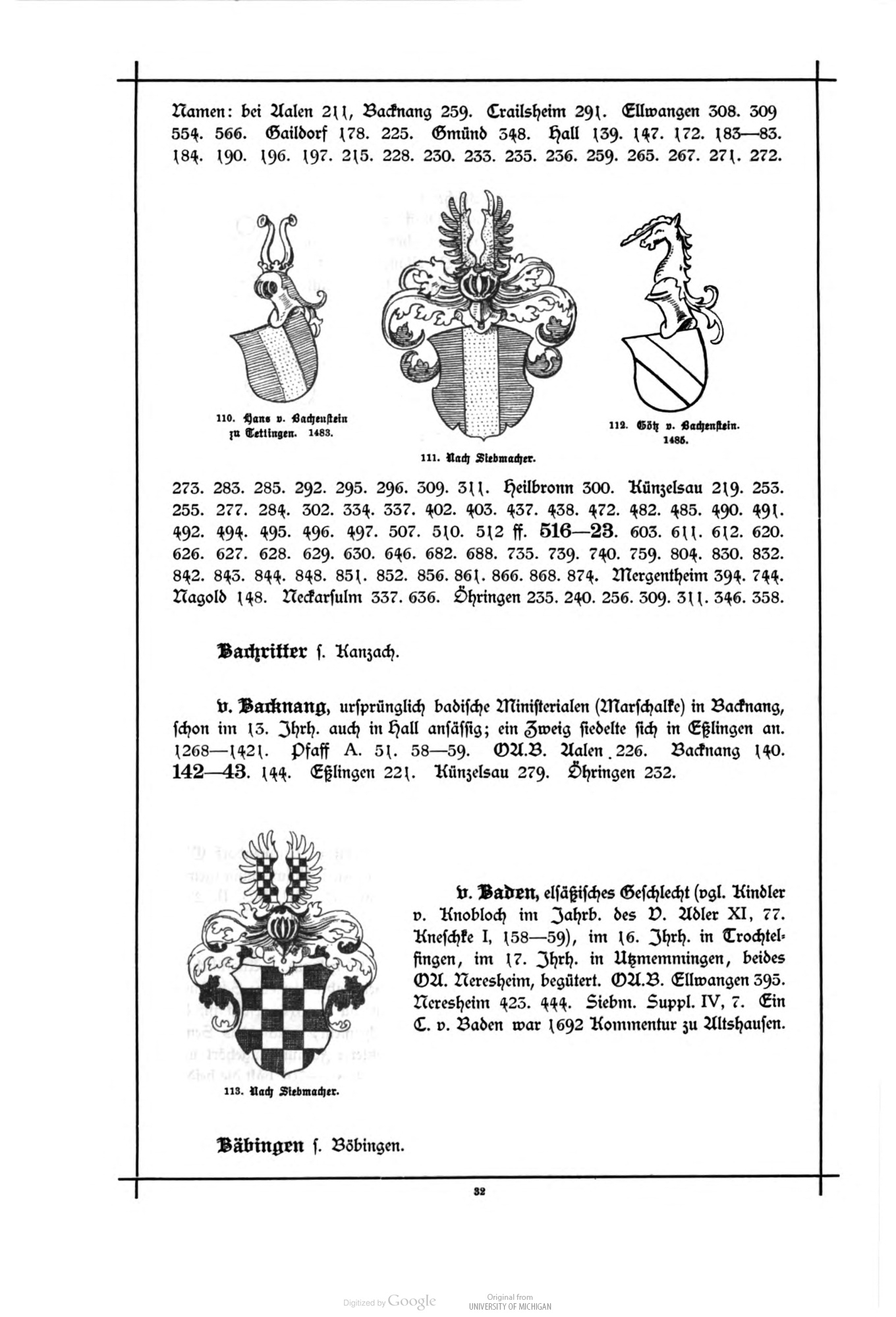
Wappen der Herren von Bachenstein-Döttingen oben links und der von Bachenstein-Hall oben rechts